# Kafr Qasim
Kafr Qasim (em hebraico:  כַּפְר קָסִם, כפר קאסם, em árabe: كفر قاسم, também conhecida por Kafr Qassem, Kufur Kassem e Kfar Kassem) é uma cidade de Israel, no distrito Central, com 18 700 habitantes.